# Универзитет у Харкову
Универзитет у Харкову (укр. Харківський університет; лат. Universitas Charkoviensis; рус. Харьковский университет) је јавни универзитет у Харкову, у Харковској области у источној Украјини. Данас је један од доминантних универзитета у Украјини, а пре распада Совјетског Савеза један од главних универзитета у Совјетском Савезу. Основан је 1804. године и након Универзитета у Лавову најстарији је универзитет у земљи.